# Euphorbia sparsiflora
Euphorbia sparsiflora là một loài thực vật có hoa trong họ Đại kích. Loài này được A.Heller mô tả khoa học đầu tiên năm 1897.